# This Is Menace
This Is Menace fue un supergrupo de metalcore británico formado en 2004. Metal Hammer ha llamado a la banda «el supergrupo de metal más subestimado de la década del 2000».

## Historia
La banda fue formada por el bajista Mark Clayden y el baterista Jason Bowld durante la pausa de su banda anterior, Pitchshifter. El grupo lanzó su EP limitado Collusion en 2005. Poco después, la banda lanzó su álbum debut No End in Sight en abril de 2005 a través de PSI Records de JS Clayden, recibiendo críticas generalmente positivas. En diciembre de 2005, la banda actuó con 12 vocalistas en el Mean Fiddler de Londres. En 2006, la banda actuó en el Download Festival en Donington Park.
La banda lanzó su segundo álbum, The Scene Is Dead, en 2007, junto con el DVD Emotion Sickness, que incluye shows en vivo y un segmento «making of». En octubre de 2007, la banda empezó una gira de ocho fechas por el Reino Unido. En 2008 el proyecto fue cancelado.
En 2020, las cuentas de redes sociales de Pitchshifter anunciaron un último álbum de This Is Menace titulado isM; el álbum es una compilación de canciones de los dos álbumes anteriores, con una canción adicional inédita llamada «Redisposed».

## Miembros
Última alineación
- Jason Bowld: batería, guitarra principal, guitarra rítmica y voz
- Mark Clayden: bajo, guitarra principal, guitarra rítmica, voz
- Lee Erinmez: bajo
- Paul Fletcher: guitarra
- Gerald Walton: guitarra
- Owen Packard: guitarra

Vocalistas invitados
- Jaz Coleman de Killing Joke
- B'Hellmouth de Send More Paramedics
- Charlie Simpson de Fightstar
- JS Clayden de Pitchshifter
- Ben Woosnam de Hondo Maclean
- Colin Doran de Hundred Reasons
- Matt Davies de Funeral for a Friend
- Justin Hill de SikTh
- Mikee Goodman de SikTh
- Casey Caos de Amen
- Paul McCallion de Hiding Place
- Jeffrey Walker de Carcass
- Andy Cairns de Therapy?
- Tom Lacey de The Ghost of a Thousand
- Karl Middleton de earthtone9
- Paul Catten de Murder One
- Mark Greenway de Napalm Death
- Justin Sullivan de New Model Army
- Anthony Giles de Here There Be Monsters

## Discografía
Álbumes de estudio
- No End in Sight (2005)
- The Scene Is Dead (2007)

Recopilaciones
- isM (2020)

EP
- Collusion (2005)

DVD
- Emotion Sickness (2007)